# Holocalyx
Holocalyx balansae, el alecrín es un árbol leguminosa, de la subfamilia de las Faboideae que crece en Brasil, Paraguay y el noreste de la Argentina.

## Descripción
El árbol tiene una altura de entre 15 y 25 m, con un diámetro en el tronco de 85 cm. Tiene flores verdosas, compuestas por 5 pétalos y 10 a 12 estambres.
También es conocido con el nombre de Ibirá-pepé. La ciudad brasileña de Alecrim, recibe el nombre en honor a este árbol.

## Usos
Cabos de herramienta, carpintería general, leña.

## Distribución y hábitat
Se distribuye naturalmente desde los 20°50'S hasta los 28°S en América del Sur. Se encuentra en el sur de Brasil, Paraguay y norte de Argentina. Su distribución altitudinal varía desde los 160 a los 1000 m s. n. m., con precipitaciones anuales de 1200 a 2200 mm y temperaturas promedio de 18 a 22 °C. Es una especie que forma parte del estrato intermedio de los bosques altos. Crece en suelos desde fértiles y profundos hasta rasos y rocosos. Prefiere suelos húmedos y no tolera sitios anegados.
La especie florece durante la primavera temprana y, en algunas localidades de Brasil, a principios de otoño.

## Plantación
Se recomienda su plantación en suelos de fertilidad media a fértiles y de textura franca a arcillosa.

## Taxonomía
Holocalyx balansae fue descrita por Carlos Linneo y publicado en Mémoires de la Société de Physique et d'Histoire Naturelle de Genève 28(7): 41. 1883.
Sinonimia
- Holocalyx glaziovii Taub.[2]